# Bancroft (Michigan)
Bancroft è un villaggio degli Stati Uniti d'America, situato nello Stato del Michigan, nella contea di Shiawassee.